# Marcel Bouraine

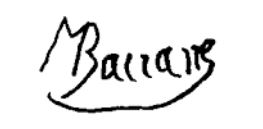
Signatur Marcel Bouraine

Marcel André Bouraine (* 1886 in Pontoise, Frankreich; † 1948) war ein französischer Bildhauer des Art déco. Er benutzte auch die Künstlernamen Derenne und Briand.

## Leben
Bouraine war anfänglich größtenteils Autodidakt, aber auch eine Zeit lang Schüler des Bildhauers Alexandre Falguière. Während des Ersten Weltkriegs geriet Bouraine in deutsche Kriegsgefangenschaft und wurde in der Schweiz interniert. Hier produzierte er mehrere Denkmäler, darunter eins für die Stadt Lausanne. An der École des Beaux-Arts in Genf studierte er zusammen mit Max Le Verrier und Pierre Le Faguays, die zeitlebens Freunde blieben und häufig zusammenarbeiteten.
In den 1920er Jahren stellte er in Paris auf dem Salon des Tuileries (1922), dem Salon d’Automne, dem Salon des Indépendants und dem Salon des Artistes Français aus. Er gestaltete kleinere Skulpturen für Pariser Gießereien wie Susse Frères, Edmond Etling, Max Le Verrier sowie die Gießerei des Österreichers Arthur Goldscheider, einem Sohn Friedrich Goldscheiders. Bouraine zeigte in den 1920er Jahren des Öfteren seine Werke im Rahmen von Ausstellungen der von Arthur Goldscheider gegründeten Künstlergruppen La Stèle (moderne Bildhauerei) und L’Evolution (kunstgewerbliche Dekoration). In der Kategorie Bildhauerkunst nahm er am Kunstwettbewerb der Olympischen Sommerspiele 1924 in Paris teil. In Genf schuf er 1920 das Grabmal für die während des Ersten Weltkrieges verstorbenen französischen internierten Soldaten.
1928 erhielt Bouraine von dem Bildhauer Gabriel Argy-Rousseau (1885–1953) eine Reihe von Aufträgen, darunter hauptsächlich weibliche Akte, aber auch ein Brunnen und eine beleuchtete Gruppe, die alle in farbigem, durchscheinenden Pâte-de-verre-Glas ausgeführt wurden. Auf dem Salon d’Automne zeigte er im gleichen Jahr die drei transluzenten Statuen Baigneuse (deutsch Badende), Danseuse (Tänzerin) und Jeunsesse (Jugend), die von der Société Anonyme des Pâtes de Verre d’Argy-Rousseau gefertigt worden waren. 1935 kaufte die Stadt Paris von ihm eine Büste aus Terracotta. Für den Sèvres-Pavillon auf der Weltfachausstellung Paris 1937 kreierte er eine große Skulptur. Während des Zweiten Weltkriegs zog sich Bouraine nach Biot (Alpes-Maritimes) zurück und fertigte Pfeifenköpfe der Marke OPTIM.
Bouraines Werk wurde vom Realismus und dem Art déco inspiriert. Für seine chryselephantinen Statuetten arbeitete er meist mit Bronze, Elfenbein, Glas und Keramik. Viele seiner Arbeiten haben klassische Themen und zeigen mythologische Figuren wie Pan und Satyre, aber auch athletische Frauenfiguren wie die römische Göttin Diana bei der Jagd oder mit Schild und Speer sowie die Amazonenkönigin Penthesilea. Zu seinen Arbeiten gehören auch einige Tierskulpturen wie Tiger oder Marabus.
Seine Künstlernamen Derenne und Briand verwendete er vorwiegend für seine Arbeiten aus Metal, die nicht aus Bronze gefertigt und von Max Le Verrier produziert waren. Bouraine war liiert mit der rumänischen Künstlerin Aurore Onu.

## Werke (Auswahl)
- Athéna
- Le lanceur de poids
- Le Boxeur
- Une Baigneuse Drapée
- Mère et enfant, um 1920
- Nijinsky, um 1920
- Archer, um 1925
- Harlequin, um 1925
- Penthésilée, reine des Amzones, um 1930
- Léda et le cygne, um 1930